# CWS T-1
CWS T-1 – polski samochód osobowy. Został skonstruowany w Centralnych Warsztatach Samochodowych (od 1928 roku Państwowe Zakłady Inżynierii) w Warszawie (stąd jego nazwa), gdzie podjęto jego produkcję w 1927 roku. Wyprodukowanych zostało kilkaset egzemplarzy samochodu.

## Historia

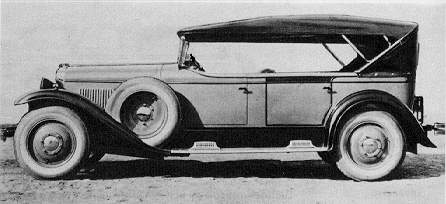
CWS T-1 Torpedo

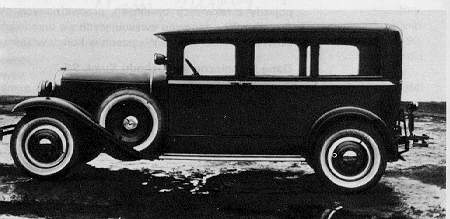
CWS T-1 Kareta

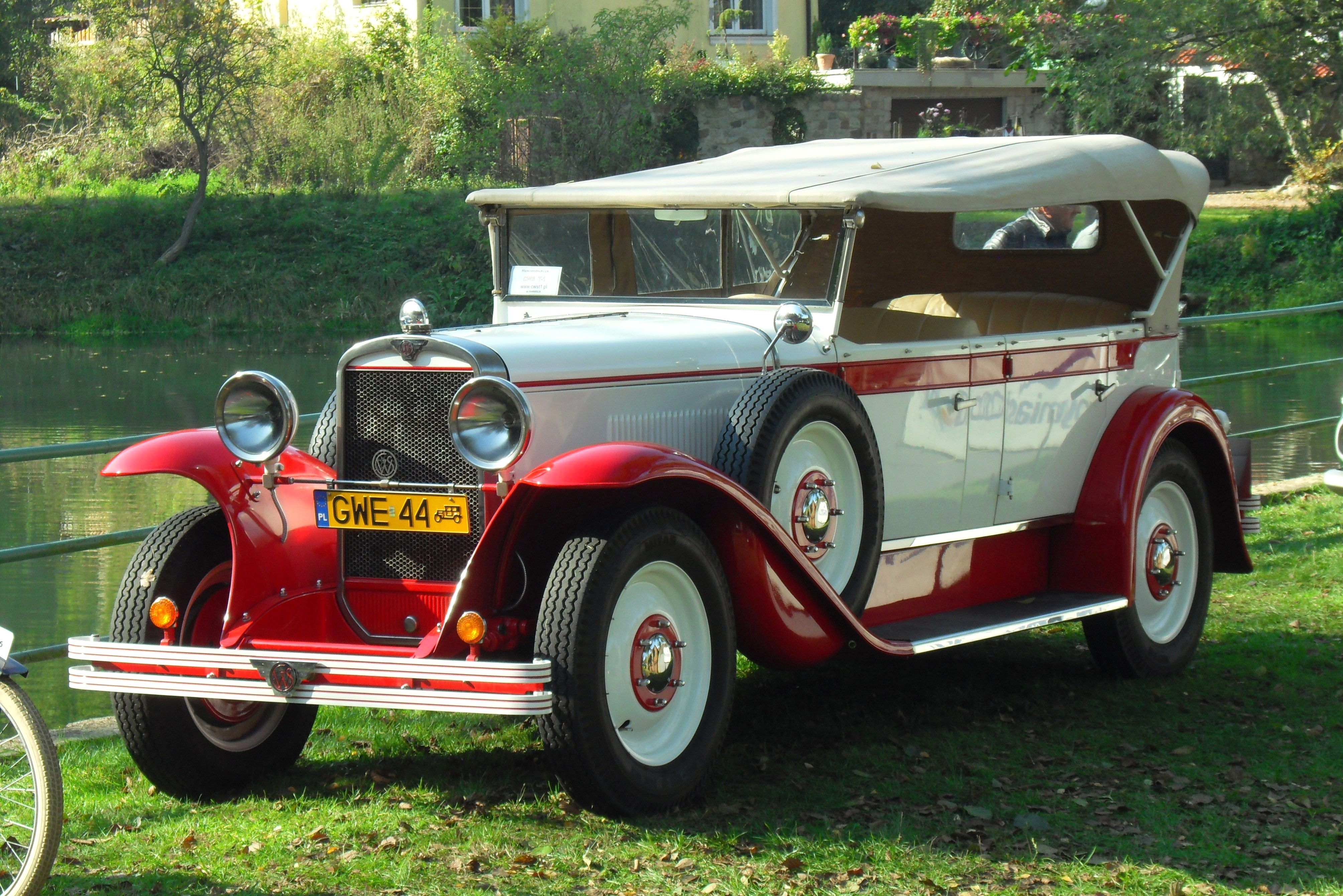
Replika CWS T-1 Torpedo

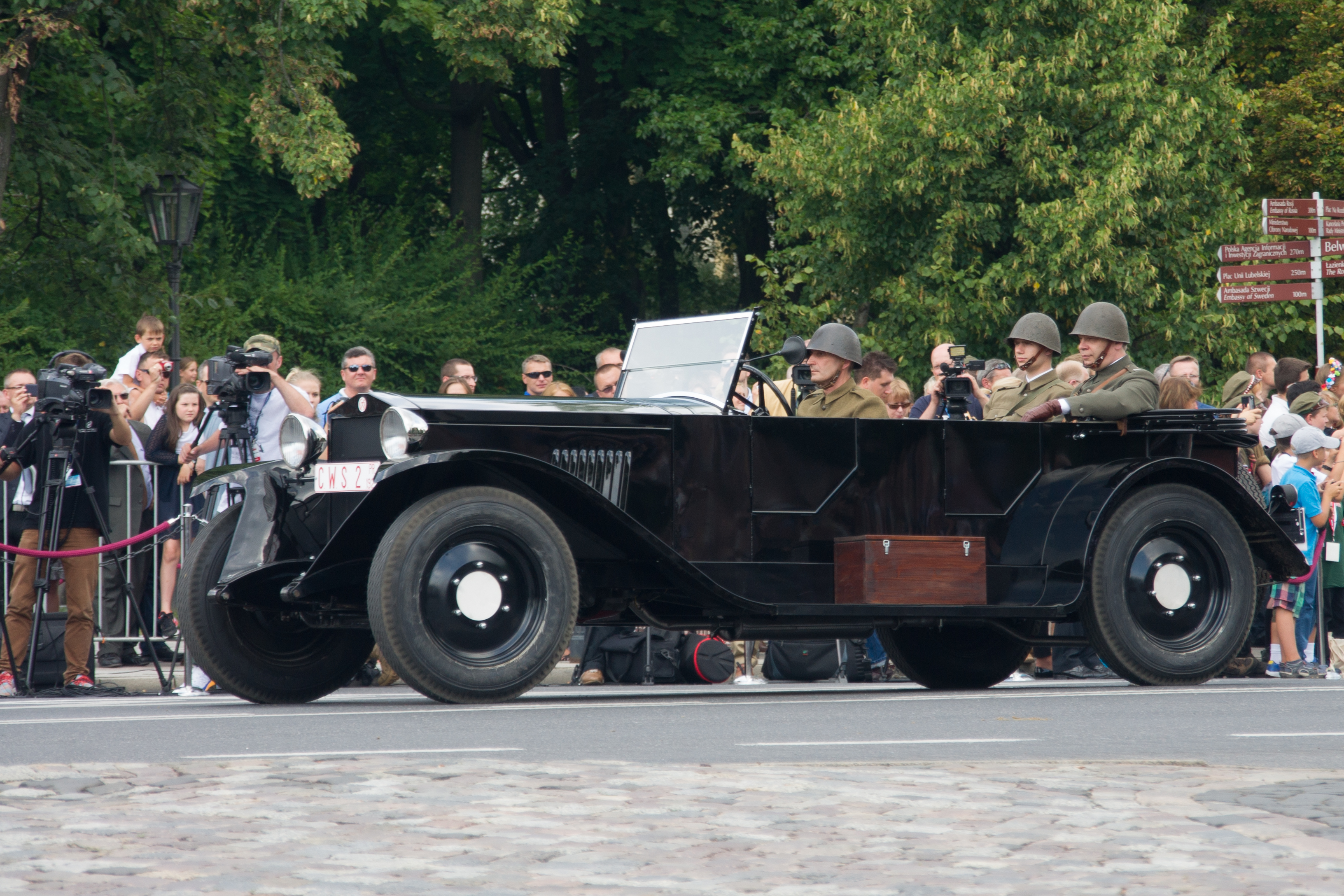
Replika prototypowego CWS T-1

Samochód CWS T-1 został skonstruowany przez znanego przed II wojną światową polskiego konstruktora
inż. Tadeusza Tańskiego w latach 1922-1924. W 1924 roku wyprodukowano silnik zamontowany w nadwoziu importowanego samochodu, a w 1925 zbudowano pod kierownictwem inż. Władysława Mrajskiego prototyp z własnym podwoziem i nadwoziem. Samochód produkowano w krótkich seriach od 1927 roku.
Wg niektórych szacunków w sumie powstało około 800 sztuk samochodów w różnych wersjach, w tym ok. 500 osobowych i ok. 300 pochodnych. Inne źródła mówią, że nie powstało więcej niż 400 sztuk. Stało się tak poprzez wyparcie CWS-ów przez tańsze, składane w Polsce samochody zagraniczne.
Oferta obejmowała samochody w wersjach nadwoziowych:
- torpedo – osobowy z nadwoziem otwartym czterodrzwiowym
- kareta – osobowy z nadwoziem zamkniętym czterodrzwiowym, 7-osobowy
- berlina – osobowy z nadwoziem zamkniętym dwudrzwiowym
- fałszywy kabriolet – osobowy z nadwoziem zamkniętym dwudrzwiowym
- lekki ciężarowy – dwudrzwiowa kabina, część towarowa do zabudowy jako pick-up lub furgonetka.

Ostatnia partia 60 gotowych samochodów opuściła fabrykę w 1931 roku. Zakończenie produkcji zostało wymuszone przez podpisanie przez polski rząd 21 września 1931 roku umowy licencyjnej z włoską firmą FIAT na produkcję samochodu Fiat 508 pod nazwą Polski Fiat 508, który miał być a następnie był produkowany w Państwowych Zakładach Inżynierii (dawne CWS). Umowa ta wymagała zaprzestania produkcji samochodów konkurencyjnych wobec modelu licencyjnego.
Samochody te używane były także w Wojsku Polskim. Były przystosowane do odpowiedniego wyposażenia dodatkowego takiego jak: pręt na proporzec (na błotniku), skrzynka na granaty ręczne i uchwyt na 2 karabiny, dodatkowy – obok elektrycznego – pneumatyczny sygnał dźwiękowy, tabliczka mosiężna z charakterystyką pojazdu, czekanik i łopata w specjalnych uchwytach, podnośnik samochodowy o zdolności udźwigu 2 ton, lina stalowa pociągowa o średnicy 12 mm i długości 7 m (lub łańcuch), korba rozruchowa, dywaniki: gumowy dla kierowcy i pluszowy dla pasażera, pokrowce: na chłodnicę, na latarnię przednią i lampę tylną (z niebieskimi szybkami) oraz proporzec (i pokrowiec do niego).
W pierwszych dniach kampanii wrześniowej 1939 roku samochody ewakuowano w kierunku Pińska na Polesiu, a po zajęciu zaś Kresów Wschodnich przez Związek Radziecki wpadły w okolicach Kostopola w ręce Armii Czerwonej. Sporo zostało zniszczonych w czasie walk i okupacji, lecz nieliczne przetrwały wojnę i były użytkowane jeszcze w latach pięćdziesiątych. Istnieją ponadto przypuszczenia, że jest jeszcze kilka egzemplarzy CWS T-1 na terenie byłego ZSRR, a także jeden egzemplarz sprowadzony do Francji, do rezydencji książąt Sanguszków w 1937 roku.
W latach 2012−2014 w Wejherowie pasjonat motoryzacji Ludwik Rożniakowski skonstruował na podstawie zachowanej dokumentacji replikę tego samochodu w wersji nadwoziowej torpedo, pomalowaną w barwy biało-czerwone. Po tym jak w październiku 2018 roku auto uległo poważnemu wypadkowi w wyniku zderzenia z VW Golf (uszkodzone zostały elementy zawieszenia oraz rama pojazdu), pojazd został odbudowany przez Rożniakowskiego. Ludwik Rożniakowski stworzył również replikę samochodu z nadwoziem kareta „Orzeł Biały”. Samochód powstały na 100-lecie odzyskania przez Polskę niepodległości, jest hołdem dla twórców CWS-ów. Na klamkach są wygrawerowane nazwiska konstruktorów, a na bokach samochodu wypisana historia modelu. Powstała także replika prototypowej wersji CWS T-1 w kolorze czarnym.

## Konstrukcja pojazdu
Konstrukcja samochodu opartego na ramie podłużnicowej była bardzo prosta. Nadwozie było drewniano-stalowe. Niezwykłą i niespotykaną do dziś cechą pojazdu było to, że cały samochód można było rozkręcić, a następnie ponownie złożyć za pomocą jednego klucza szczękowego.
Wszystkie śruby i nakrętki miały jednakowy rozmiar M17. Dotyczyło to również silnika a jedynym wyjątkiem były świece zapłonowe mające gwint M18. Było to bardzo ważne, gdyż w Polsce międzywojennej brakowało narzędzi, niewiele też było dobrze wyposażonych warsztatów. Dodatkowo rozrząd jak i skrzynia biegów składały się z zestawu takich samych kół zębatych. Z tych powodów samochód uważany jest za arcydzieło inżynierii i niezwykłe (do dziś niepowtórzone) osiągnięcie konstruktorskie.
Zawieszenie przednie jak i tylne opierało się na resorach piórowych wyposażonych
w amortyzatory cierne. Napęd przekazywany był za pośrednictwem suchego jednotarczowego sprzęgła do skrzyni biegów blokowanej za pośrednictwem zamka Yale przed kradzieżą.
Układ hamulcowy działał na cztery koła wyposażone w hamulce bębnowe o dużej średnicy.

## Wersje specjalne

### CWS T-1 Sanitarka
Kabina sanitarna została wykonana według norm obowiązujących w Wojsku Polskim jako konstrukcja drewniano-stalowa, szkieletowa, oddzielona od szoferki ścianką z przesuwaną szybką. Wnętrze kabiny, z nieosłoniętym szkieletem malowano na biało, a deski podłogi pokryto gumową wykładziną. Wejście zapewniały dwuskrzydłowe drzwi umieszczone w tylnej ścianie kabiny. Nosze były ustawione na stelażu, piętrowo wzdłuż nadwozia po lewej stronie, po prawej zaś instalowano ławkę dla personelu medycznego. W przedniej części kabiny ponad górnymi noszami i na ścianie działowej, zawieszono zbiornik na wodę i apteczkę. Oświetlenie wnętrza zapewniały okna umieszczone w górnych partiach drzwi i ścian bocznych, w nocy zaś podwójne lampy elektryczne. Pokrycia siedzeń i oparcia były wykonane z czarnej skóry. Po prawej stronie kabiny kierowcy umieszczono stojak na karabiny, na stopniu zaś skrzynkę na ręczne granaty. Sanitarka miała oznaczenia świadczące o medycznym przeznaczeniu (znaki Czerwonego Krzyża malowane na wszystkich płaszczyznach nadwozia według odpowiednich instrukcji oraz dwa rodzaje sygnałów dźwiękowych: ręczny, pneumatyczny i elektryczny. Sanitarka CWS T-1 została pokazana publiczności w czasie Powszechnej Wystawy Krajowej w Poznaniu w 1929 roku.

### CWS T-1 ambulans pocztowy i PKO
Na bazie CWS T-1 stworzone ambulanse pocztowe i PKO. Produkowane były od 1930. Samochody obu odmian pełniły funkcję ruchomych placówek pocztowych i PKO oraz szybkich transporterów przesyłek i pieniędzy. Podstawowym stałym wyposażeniem kabiny operacyjnej wozu pocztowego były półki z przegrodami i stół do sortowania listów, a ambulansu PKO pancerne skrytki i stół kasowy. Okna kabin obu modeli mogły być okratowane. Samochody oznakowano odpowiednimi napisami i symbolami ich posiadaczy.
Projektantem nadwozi był również inż. Stanisław Panczakiewicz.

### CWS T-1 ciężarowy
Powstał także na bazie CWS-a T-1 pojazd ciężarowy o ładowności 0,5 tony. Ciężarówka miała 4 hydrauliczne amortyzatory, co podniosło komfort jazdy, lecz było wówczas uważane za zbędne w wozach tej klasy. Nadwozie, stworzone według projektu inż. Stanisława Panczakiewicza, składało się z dwóch zespołów: drewniano-stalowej, szkieletowej kabiny kierowcy i otwartej, drewnianej skrzyni ładunkowej o wysokich burtach, odchylanych na boki i do tyłu. Skrzynia mogła być nakryta brezentową opończą, rozpiętą na metalowych pałąkach. Wyposażenie kabiny nie różniło się od zastosowanego w modelach z zamkniętymi nadwoziami furgonowymi.

## Silniki

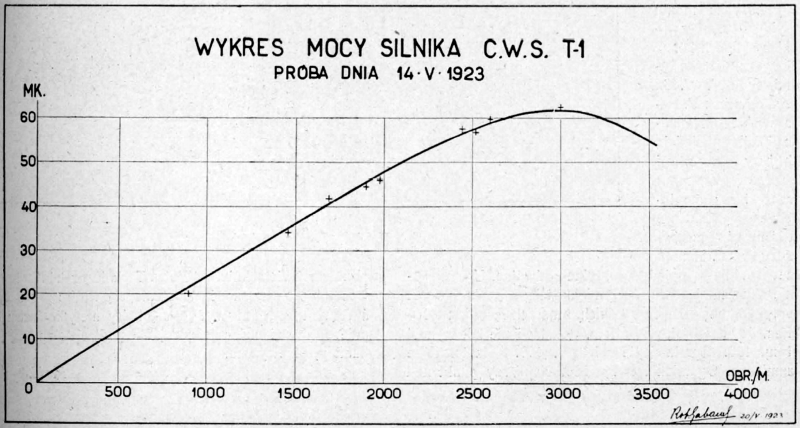
Wykres mocy silnika samochodu CWS T-1

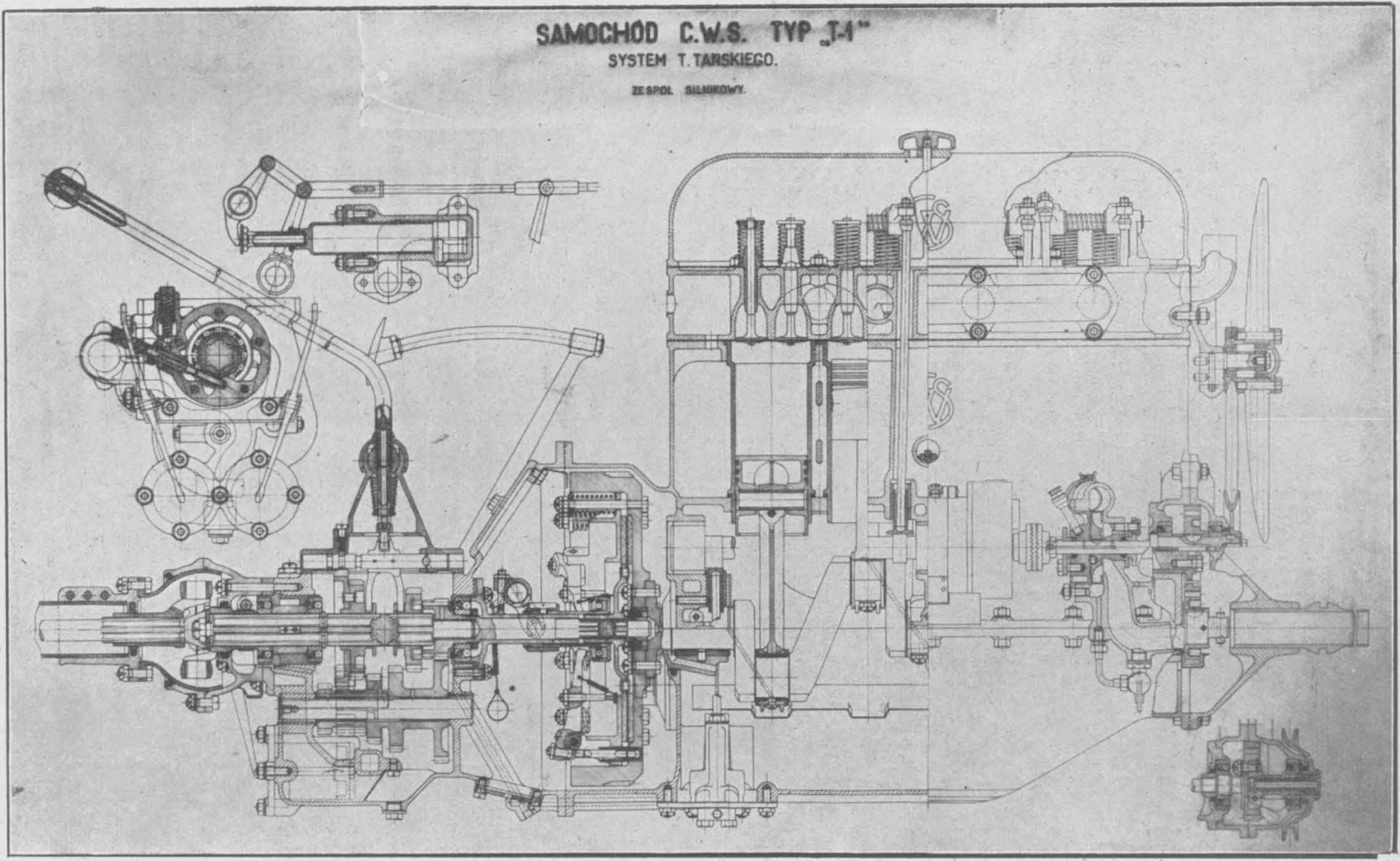
Widok ogólny i półprzekrój podłużny silnika samochodu CWS T-1

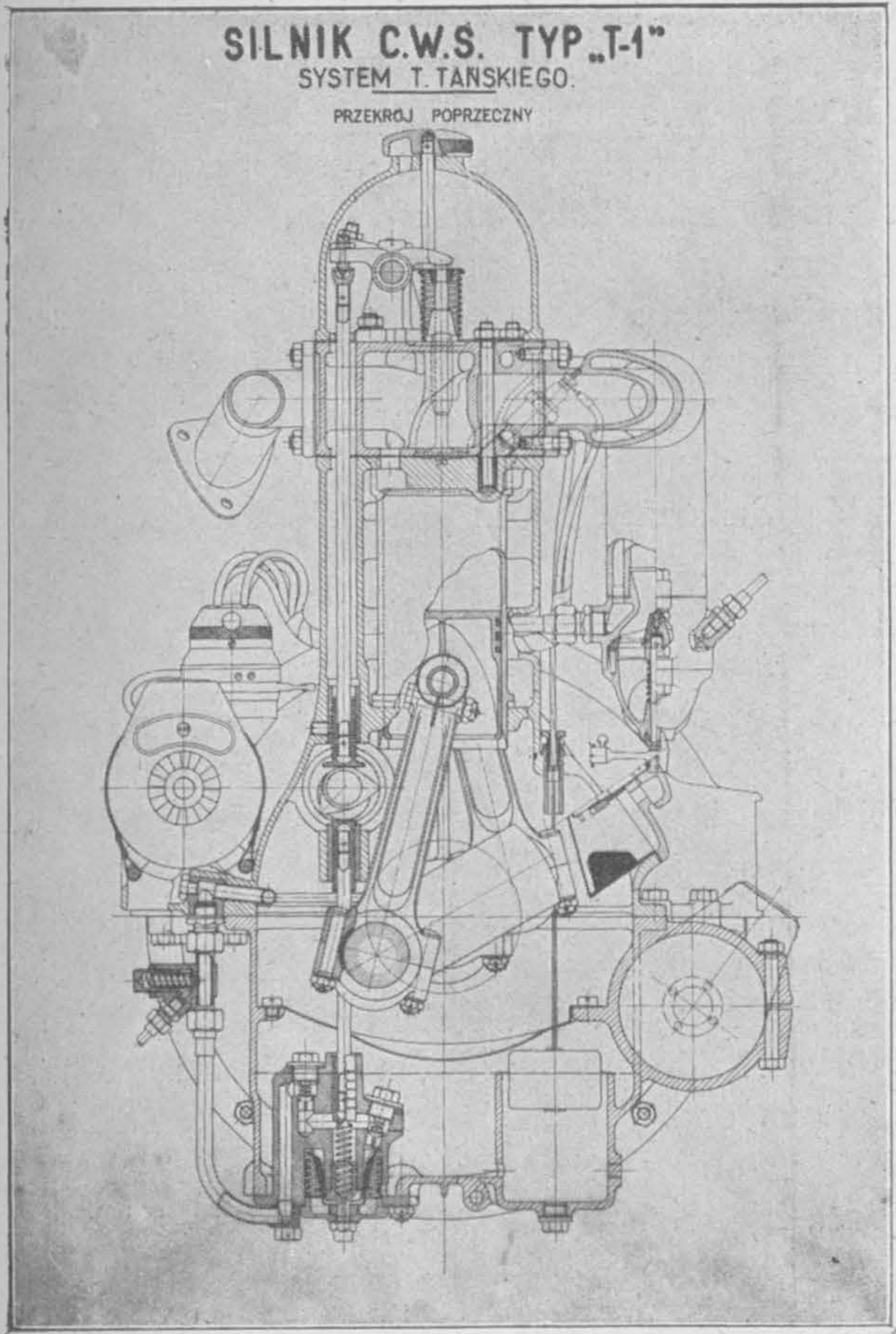
Przekrój poprzeczny silnika samochodu CWS T-1

### Silnik T-1
Do napędu CWS T-1 zastosowano silnik spalinowy, benzynowy, górnozaworowy czterocylindrowy konstrukcji inż. Tadeusza Tańskiego. Pierwszy prototyp był gotowy do testów w 1923 roku.
Zarówno głowica silnika jak i kadłub ze skrzynią korbową odlane były ze stopu aluminium (choć inne źródła podają, że głowica była żeliwna). Wał korbowy ułożyskowany został na trzech łożyskach głównych.
Skok tłoka o wartości 120 mm oraz cylindry pracujące w mokrych tulejach cylindrowych o średnicy 90 mm dawały pojemność 2984 cm³. Silnik uzyskiwał moc w zależności od wersji od 45 KM przy 2500 obr./min do 61 KM przy 3200 obr./min.

### Silniki T-8 i T-4
W 1929 roku inż. Tadeusz Tański opracował kolejne dwa silniki. Pierwszym z nich był ośmiocylindrowy T-8 o pojemności skokowej 3,0 l. Drugi, czterocylindrowy był w rzeczywistości jego połową i miał pojemność 1,5 litra. Oba silniki wykorzystywały te same części. Wał w T-4 oparto na trzech łożyskach kulkowych, w T-8 były dwa takie wały. Zastosowano głowice typu Ricardo co dało stopień sprężania wynoszący 5:1.

### Dane techniczne samochodu CWS T-1 Kareta
| Rodzaj silnika                   | czterosuwowy, o zapłonie iskrownikowym, chłodzony cieczą |
| Liczba cylindrów                 | 4                                                        |
| Pojemność skokowa                | 2984 cm³                                                 |
| Moc maks. przy obr./min          | 61 KM przy 3000 obr./min 45 KM przy 2500 obr./min        |
| Prędkość maks.                   | 105 km/h                                                 |
| Zużycie paliwa                   | 18 l                                                     |
| Stopień sprężania                | 4,5:1                                                    |
| Skrzynia biegów                  | mechaniczna 4-biegowa                                    |
| Masa samochodu gotowego do jazdy | 1150-1800 kg w zależności od wersji                      |
| Typ ogumienia                    | 860x160mm lub Bibendum 16x50                             |
| Długość                          | 4830 mm                                                  |
| Wysokość                         | 1950 mm                                                  |
| Szerokość                        | 1700 mm                                                  |
| Rozstaw osi                      | 3420 mm                                                  |
| Rozstaw kół                      | 1400 mm                                                  |
| Prześwit poprzeczny              | 240 mm                                                   |